# مارك زاخاروف
مارك زاخاروف (بالروسية: Марк Анатольевич Захаров)‏ هو سيناريست ومخرج سوفيتي ولد في 13 أكتوبر 1933.

## روابط خارجية
- مارك زاخاروف على موقع IMDb (الإنجليزية)
- مارك زاخاروف على موقع أول موفي (الإنجليزية)
- مارك زاخاروف على موقع قاعدة بيانات الفيلم (الإنجليزية)
- مارك زاخاروف على موقع كينوبويسك (الروسية)